# Distrito de Konolfingen
El Distrito de Konolfingen es uno de los antiguos veintiséis distritos del cantón de Berna (Suiza). Tiene una superficie de 214 km². La capital del distrito es la comuna Schlosswil.

## Geografía
Situado en plena meseta suiza, entre el Emmental y el Oberland bernés. El territorio es bañado por la cuenca del río Aar que constituye su frontera occidental. El distrito de Konolfingen limita al norte con los distritos de Berna, Burgdorf y Trachselwald, al este con el de Signau, al sur con el de Thun, y al oeste con el de Seftigen.

## Historia
La jurisdicción de Konolfingen fue una de las siete jurisdicciones de la alta justicia del landgraviato de Borgoña, el cual englobaba según descripciones de 1409 y 1426, la ribera derecha del Aar (hasta la línea de división de aguas con el río Emme), entre el Rotachental al sur y la línea Dentenberg-Lüsenberg al norte. En 1406, pasó de los condes de Kyburgo a Berna. Sobre su territorio coexistían varios señores laicos (Signau, Diessbach, Niederhünigen, Kiesen, Münsingen, Worb, Wil) y eclesiásticos (conventos de Interlaken y de Thorberg). El responsable de la administración era el "barón" de la corporación de Carniceros (uno de los miembros del Pequeño Consejo), que residía en Berna y era asistido en el sitio por un Mayordomo a partir de 1420 y por dos a partir del momento (1541) en que el la región fue difividida en un distrito superior (parroquias de Grosshöchstetten, Walkringen, Worb y Biglen) y un distrito inferior (Münsingen, Wichtrach y Oberdiessbach). 
El 1798 bajo la República Helvética, todos los derechos señoriales fueron abolidos. El territorio de la jurisdicción fue repartido entre los distritos de Grosshöchstetten y Steffisburgo, aunque reunido de nuevo en 1803 en la bailía, y luego distrito (desde 1831) de Konolfingen. En la ausencia de una residencia para el bailío, el Estado (de Berna) compra en 1812 el Castillo de Wil (en la comuna de Schlosswil) para alojar la prefectura desde 1814; en 1847 el secretariado del distrito fue también transferido (antes se encontraba en Grosshöchstetten). Algunas modificaciones territoriales fueron realizadas, la comuna de Buchholterberg fue atribuida al distrito de Thun en 1863. El distrito fue disuelto el 31 de diciembre de 2009 tras la entrada en vigor de la nueva organización territorial del cantón de Berna, todas las comunas fueron absorbidas por el nuevo distrito administrativo de Berna-Mittelland.

## Comunas
| Distrito de Konolfingen    | Distrito de Konolfingen | Distrito de Konolfingen | Distrito de Konolfingen | Distrito de Konolfingen |
| Comunas                    | Población (31.12.2007)  | Superficie km²          | Densidad hab./km²       |                         |
| -------------------------- | ----------------------- | ----------------------- | ----------------------- | ----------------------- |
| Aeschlen bei Oberdiessbach | 305                     | 4,9                     | 62,24                   |                         |
| Allmendingen bei Bern      | 494                     | 3,8                     | 130,00                  |                         |
| Arni bei Biglen            | 987                     | 10,4                    | 94,90                   |                         |
| Biglen                     | 1743                    | 3,6                     | 484,16                  |                         |
| Bleiken bei Oberdiessbach  | 376                     | 3,4                     | 110,58                  |                         |
| Bowil                      | 1410                    | 14,7                    | 95,91                   |                         |
| Brenzikofen                | 529                     | 2,2                     | 240,45                  |                         |
| Freimettigen               | 360                     | 2,9                     | 124,13                  |                         |
| Grosshöchstetten           | 3106                    | 3,4                     | 913,52                  |                         |
| Häutligen                  | 230                     | 3,0                     | 76,66                   |                         |
| Herbligen                  | 544                     | 2,7                     | 201,48                  |                         |
| Kiesen                     | 729                     | 4,7                     | 155,10                  |                         |
| Konolfingen                | 4752                    | 12,8                    | 371,25                  |                         |
| Landiswil                  | 634                     | 10,3                    | 61,55                   |                         |
| Linden                     | 1335                    | 13,3                    | 100,37                  |                         |
| Mirchel                    | 522                     | 2,4                     | 217,5                   |                         |
| Münsingen                  | 11.046                  | 8,5                     | 1299,52                 |                         |
| Niederhünigen              | 665                     | 5,4                     | 123,14                  |                         |
| Oberdiessbach              | 2815                    | 8,2                     | 343,29                  |                         |
| Oberhünigen                | 326                     | 6,0                     | 54,33                   |                         |
| Oberthal                   | 792                     | 10,6                    | 74,71                   |                         |
| Oppligen                   | 627                     | 3,4                     | 184,41                  |                         |
| Rubigen                    | 2656                    | 7,0                     | 379,42                  |                         |
| Schlosswil                 | 676                     | 3,5                     | 193,14                  |                         |
| Tägertschi                 | 382                     | 3,6                     | 106,11                  |                         |
| Trimstein                  | 489                     | 3,6                     | 135,83                  |                         |
| Walkringen                 | 1825                    | 17,2                    | 106,68                  |                         |
| Wichtrach                  | 4031                    | 11,6                    | 346,5                   |                         |
| Worb                       | 11.295                  | 21,0                    | 537,85                  |                         |
| Zäziwil                    | 1568                    | 5,4                     | 290,37                  |                         |
| Total (30)                 | 57.249                  | 213,5                   | 268,14                  |                         |

## Modificaciones

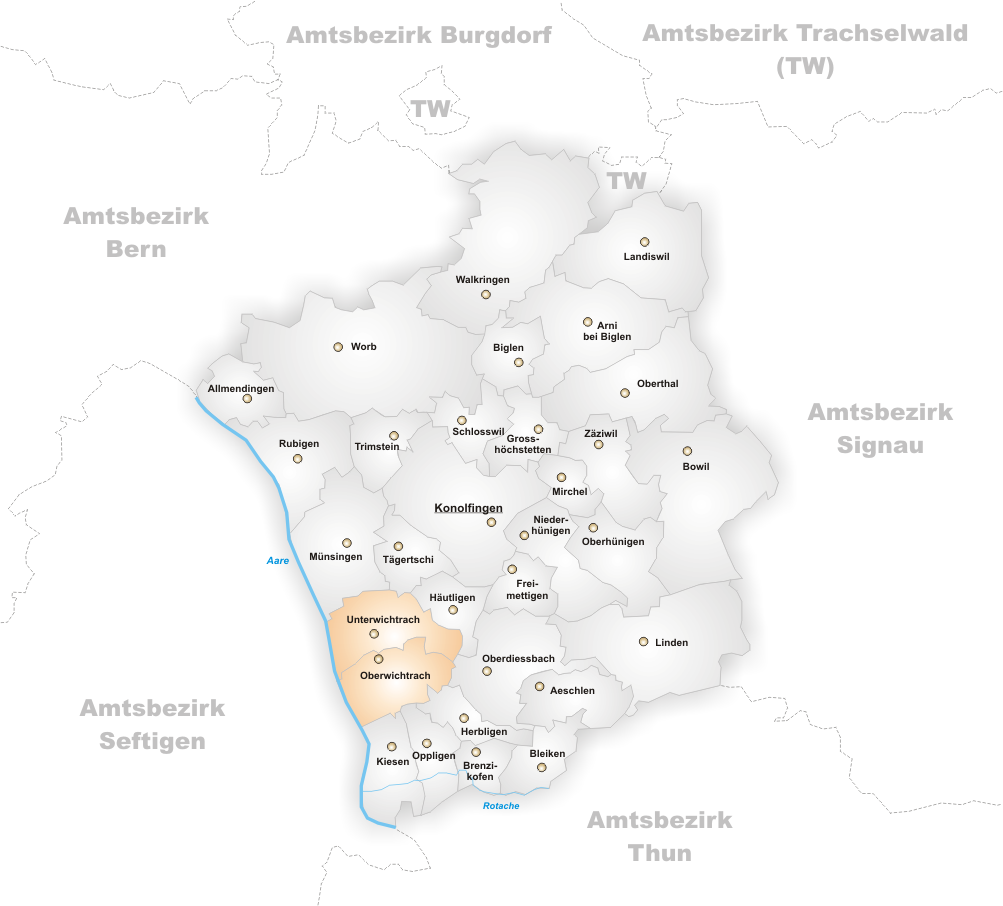
Comunas hasta 2003

### Fusiones
- 2004: Niederwichtrach y Oberwichtrach  →  Wichtrach